# Bogusław Psujek
Bogusław Psujek (* 22. November 1956 in Chorupnik, Gmina Gorzków, Woiwodschaft Lublin; † 21. April 1990 in Szklarska Poręba) war ein polnischer Langstreckenläufer.

## Leben
Psujek startete für den Verein WKS Oleśniczanka Oleśnica. Viermal wurde er polnischer Meister über 5000 m, einmal über 10.000 m, dreimal im Crosslauf und zweimal in der Halle über 3000 m.
Auf internationaler Ebene war er jedoch im Marathon am erfolgreichsten. 1986 gewann er den Berlin-Marathon in 2:11:03 h, 1987 stellte er als Siebter des London-Marathons mit 2:10:26 einen polnischen Rekord auf und wurde Siebter beim New-York-City-Marathon, und 1988 wurde er Vierter in Berlin.
Psujek stürzte ab bei dem Versuch, nach einer verspäteten nächtlichen Rückkehr über die Außenmauer in sein Hotelzimmer in dem Bergort Szklarska Poreba zu gelangen. Er wurde am Morgen tot vor dem Hotel aufgefunden. Psujek hinterließ eine Frau und zwei Söhne.

## Persönliche Bestzeiten
- 5000 m: 13:35,49 min, 2. August 1986, Sopot
- 10.000 m: 28:28,53 min, 24. August 1986, Sopot
- Marathon: 2:10:26 h, 10. Mai 1987, London